# Dé Kessler
Johann Heinrich Hermann „Dé” Kessler (ur. 11 sierpnia 1891 w Garucie, zm. 6 września 1943) – piłkarz holenderski grający na pozycji napastnika. W swojej karierze rozegrał 21 meczów i strzelił 9 bramek w reprezentacji Holandii. Jego brat Tonny oraz kuzyni Boelie i Dolf Kessler także byli piłkarzami i reprezentantami kraju.

## Kariera klubowa
W swojej karierze piłkarskiej Kessler grał w klubie HVV Den Haag. W sezonach 1909/1910 i 1913/1914 wywalczył z HVV dwa tytuły mistrza Holandii.

## Kariera reprezentacyjna
W reprezentacji Holandii Kessler zadebiutował 21 września 1909 roku w wygranym 4:1 meczu Coupe Van den Abeele z Belgią, rozegranym w Antwerpii. W debiucie zdobył gola. Od 1909 do 1922 roku rozegrał w kadrze narodowej 21 meczów i zdobył 9 goli.